# مهدي جناح الكاظمي
مهدي جناح الكاظمي ولد عام 1950م في الكاظمية، هو شاعر عراقي. شجعه على كتابة الشعر الشيخ حامد الواعظي عندما كان يدرس على يده في مكتبة الشريف المرتضى الأدب والمنطق لما رأى فيه هذه الموهبة.